# Mat Maneri

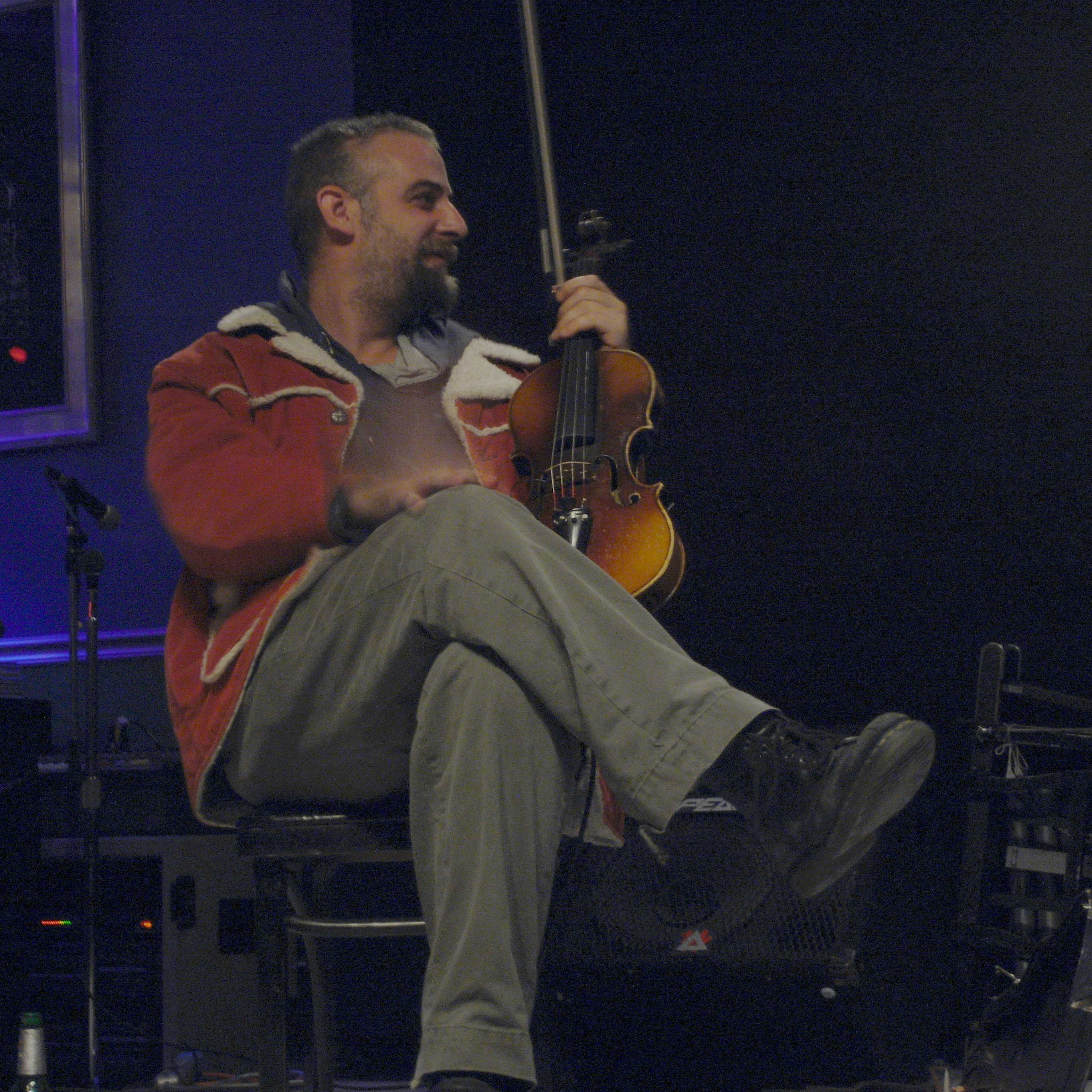
Mat Maneri (2007)

Mat Maneri (* 4. Oktober 1969 in Brooklyn/New York City) ist ein US-amerikanischer Komponist und Jazzviolinist und -bratschist.

## Leben und Wirken
Maneri begann im Alter von fünf Jahren Violine zu spielen und trat bereits als Siebenjähriger mit seinem Vater Joe Maneri auf. Er nahm privaten Unterricht beim Gründungsmitglied des Juilliard String Quartet, Robert Koff, und bei dem Bassisten Miroslav Vitouš. Nach dem Besuch der Walnut Hill High School studierte er am New England Conservatory of Music.
1990 gründete er mit Randy Peterson das Mat Maneri Quartet, später arbeitete er auch mit verschiedenen Trioformationen. Ab 1996 veröffentlichte er Alben als Bandleader. Weiterhin arbeitete er mit dem Joe Morris Quartet zusammen und nahm mehrere Alben, darunter das ECM-Album Three Men Walking (1995) mit seinem Vater auf. Als Sideman trat er mit den Pianisten Paul Bley, Cecil Taylor, Guerino Mazzola, Marilyn Crispell, Matthew Shipp (By the Law of Music 1996) und Borah Bergman auf, mit den Bassisten Ed Schuller, Mark Dresser, William Parker, Michael Formanek, Barre Phillips, Joëlle Léandre und John Lockwood, außerdem auch mit John Medeski, Tim Berne, Cecil McBee, T. K. Ramakrishnan, Franz Koglmann und Roy Campbell. Zu hören ist er auch auf Steve Colemans Album Lucidarium (2004), Michael Bisios MBefore und Ches Smith’ Interpret It Well (beide 2022), weiterhin bei Ivo Perelmans Seven Skies Orchestra (2023).
Maneri unterrichtete am New England Conservatory und gibt Workshops in Nordamerika und Europa. Seine CD Pentagon wurde 2006 in der Kategorie Best Alternative Music Album für einen Grammy nominiert.

## Diskographische Hinweise

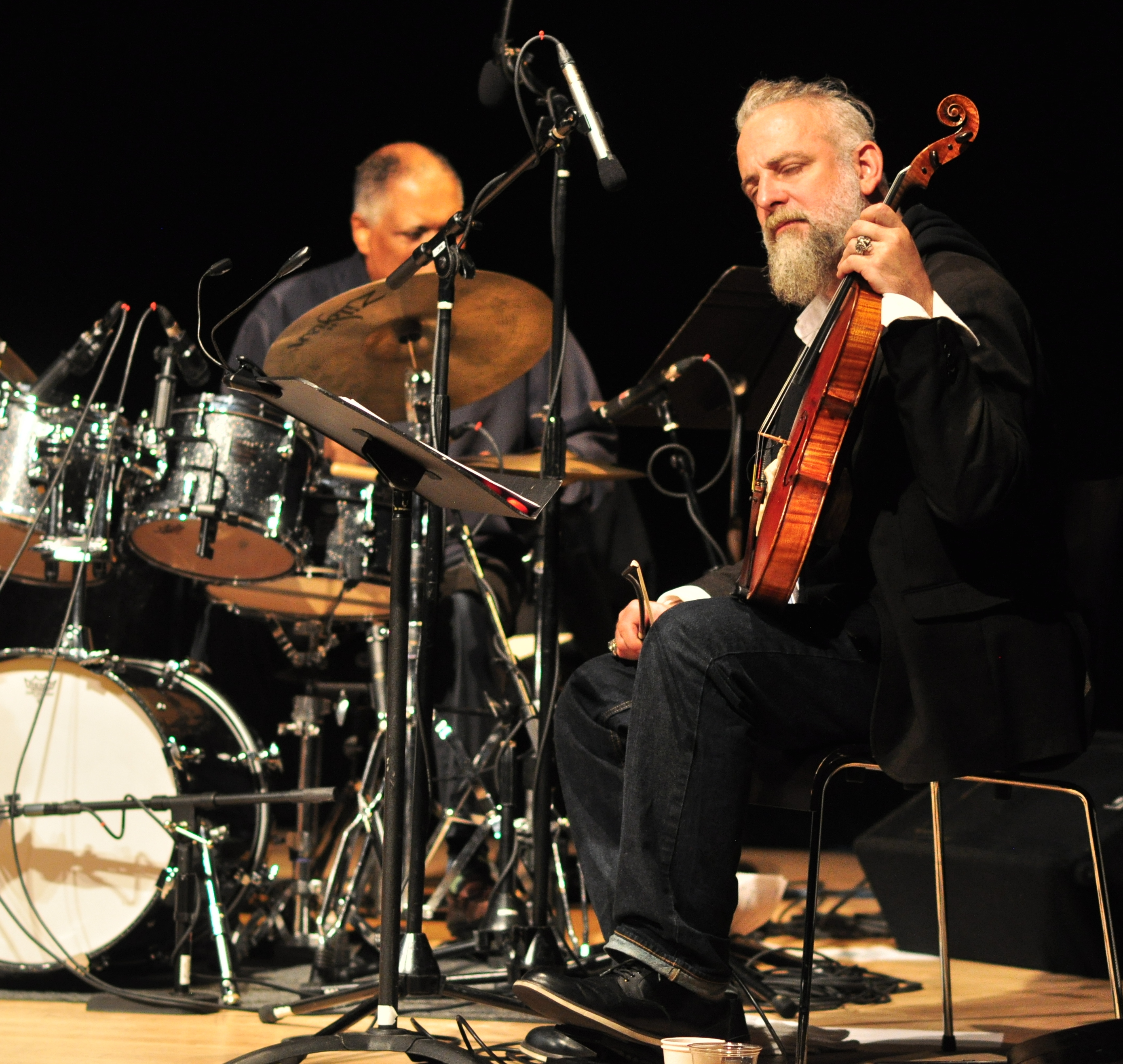
Mat Maneri mit Billy Hart bei einem Auftritt im Plestcheeff Auditorium, Seattle Art Museum, 2017

- Acceptance mit John Dirac, Joe Maneri, Randy Peterson, Ed Schuller, Gary Valente (Hatology. 1996)
- Fity-One Sorrows mit Randy Peterson, Ed Schuller, 1997
- So What mit Randy Peterson, Matthew Shipp (Hatology, 1998)
- Light Trigger mit Randy Peterson, 1998
- Trinity, Soloalbum, 1999
- Fifty-One Sorrows, Leo, 1999
- Blue Decco mit Gerald Cleaver, William Parker, Craig Taborn, 2000
- Fever Bed, 2000
- Matthew Shipp & Mat Maneri: Gravitational Systems, 2000
- For Consequence mit Randy Peterson, Ed Schuller, 2001
- Sustain mit Gerald Cleaver, Joe McPhee, William Parker, Craig Taborn, 2002
- Pentagon mit John Hébert, Joe Maneri, Sonja Maneri, Johnny McLellan, Tom Rainey, Jamie Saft, Craig Taborn, Ben Gerstein, 2005
- Russ Lossing / Mat Maneri / Mark Dresser: Metal Rat, 2006
- Lucian Ban/Mat Maneri Transylvanian Concert, (ECM, 2013)[1]
- Ches Smith - Craig Taborn - Mat Maneri: The Bell (ECM, 2016)
- Tony Malaby, Mat Maneri, Daniel Levin: New Artifacts (Clean Feed, 2017)
- Mat Maneri, Evan Parker & Lucian Ban: Sounding Tears (Clean Feed, 2017)
- Stone Quartet: Live at Vison 2010 (Ayler, 2018), mit Joëlle Léandre, Marilyn Crispell, Roy Campbell
- Whit Dickey Quartet - Astral Long Forms: Staircase in Space (TAO Forms, 2022)
- Joëlle Léandre, Craig Taborn, Mat Maneri: hEARoes (RogueArt, 2023)
- Ash (Sunnyside, 2023)
- ´Ivo Perelman & Matthew Shipp String Trio: Armageddon Flower (TAO Forms, 2025)